# Harpe (Adelsgeschlecht)

Wappen derer von Harpe

Harpe ist der Name eines estländischen Adelsgeschlechts.

## Überblick
Die Harpe waren in Estland ansässig und wurden angeblich im Jahre 1785 von Russland nobilitiert. Die Gebrüder Karl, Wilhelm und August von Harpe (Söhne des Oberpastors Wilhelm Harpe und der Katharina von Schonert) erhielten 1790 vom Sächsischen Reichsvikariat den Reichs-Ritter- und Adelsstand mit „Edle von“. Karl und Wilhelm von Harpe wurden 1809 in die Estländische Adelsmatrikel eingetragen.

## Wappen
Die Blasonierung lautet wie folgt: Schild: gevierteilt. 
- I. im von Schwarz über Rot quergeteilten Felde ein schrägrechter grüner Ölzweig, von einem schräglinken goldbegrifften silbernen Schwerte gekreuzt.
- II. In Gold aufgerichtet (den Resonanzkasten rechtsgekehrt) eine blaue besaitete Harfe.
- III. In Silber ein entwurzelter grüner Baum. IV. von Rot über Silber mit krummen Spitzen (Zähnen) schräglinks geteilt. Auf dem Schilde ruhen zwei Helme.
- Helm I (gekrönt): Schwert und Ölzweig wie in Feld I zwischen zwei von Schwarz über Rot quergeteilten Büffelhörnern.
- Helm II (ungekrönt): die Harfe aus Feld II zwischen offenem goldenen Fluge.
- Decken: rotsilbern-blaugolden.[1]

## Namensträger
- Alexander von Harpe (1802–1869), deutsch-baltischer Mannrichter und Herr auf Engdes, ⚭ Juliane Baroness von Stackelberg (1804–1865).
- August von Harpe (1767–1814), russischer Generalmajor, ⚭ Henriette von Brevern (1779–1853); Enkelin des Hermann von Brevern (1663–1721) und der Katharina von Reutern (1669–1746).
- Karl Johann von Harpe (* 1752), russischer Collegialassessor mit Infanterie-Majorsrang, ⚭ Wilhelmine Krafft (1755–1825).
- Reinhold von Harpe (* 1885), deutsch-baltischer Rittergutsbesitzer auf Pöddrang, ⚭ Selma Hefftler (1899–1979); Tochter des Dr. med. Hugo Hefftler (1871–1959) und der Hilda Drögemüller (1872–1948).
- Wilhelm von Harpe (1754–1836), russischer Hofrat, Besitzer des Erbgutes Kaulep.